# Het ware witje
Het ware witje is het 431e stripverhaal uit de reeks van Suske en Wiske. Het is geschreven door Peter Van Gucht en getekend door Wout Schoonis. Het kwam uit als 378ste album in de Vierkleurenreeks op 30 december 2024.
Het verhaal is geïnspireerd door de theorie van Eckhard Sander. Hij stelde in de jaren 1990 in zijn boek Schneewittchen: Märchen oder Wahrheit? (Sneeuwwitje: is het een sprookje?) dat het levensverhaal van de jonge gravin Margaretha von Waldeck (1533-1554) ten grondslag heeft gelegen aan het klassieke sprookje van Sneeuwwitje.

## Personages
- Lambiek Geus (Lambik), Kinebakje (Margaretha von Waldeck/tante Sidonia), Jager (Jerom), Margaretha Cirkensena, Maria van Hongarije, hofdame, wafelverkoper, Filips II van Spanje, soldeniers, actrice Net Flix[2], dievenbende van Jan Hagel (Jan Hagel (Suske), Krak (Wiske), , Manneken Dorst[3], Moos, Gap, Jat, Rover), handelaar, stadswachten, beul

## Locaties
- Hof van Brussel, Stoofstraat, Marollen, Beurs van Brussel, Brouwerij Lambiek, geheim kamp in Zoniënwoud

## Verhaal

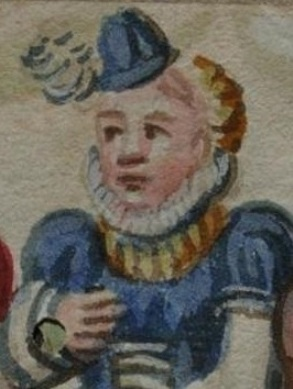
Margaretha von Waldeck

De vrienden zijn in Brussel en bezoeken daar de Beurs. Tante Sidonia gaat naar Bruxella 1238 en ontdekt dat de 'echte Sneeuwwitje' hier ligt begraven. In de wc's ontdekt ze dat er een toverspiegel hangt en deze spiegel vertelt dat schoonheid relatief is. Tante Sidonia hoort over het sprookje waarbij de koningin zich prikte in haar vinger en een bloeddruppel in de sneeuw viel, het gaat om Margaretha Cirkensena die op 22 mei 1533 beviel van een dochter die ze ook Margaretha noemde. Margaretha von Waldeck had een lange kin en werd Kinnebakje genoemd. Toen haar moeder stierf, hertrouwde haar vader met een onaangename vrouw die het meisje naar Maria van Hongarije stuurde om banden met Keizer Karel aan te halen. Maria kreeg de toverspiegel van een toverkol uit de Balkan in handen en deze vertelde elke dag dat ze de mooiste in het land was.
Er was een dievenbende die uit zeven kinderen bestond. Filips II van Spanje wordt naar Brussel gestuurd om de dieven aan te pakken. Maria werd verliefd op Filips, maar ze had geen lange kin. Filips valt voor het uiterlijk van Kinnebakje en hij doet meteen een aanzoek. Maria vraagt haar toverspiegel om advies en draagt voortaan een valse kin, wat meteen mode aan het hof wordt. Margaretha wordt overvallen door de dievenbende, maar de eigenaar van Brouwerij Lambiek helpt haar. Door toedoen van Margaretha krijgt de dievenbende een ton fruitsap. Ze proeft zelf kriek, waarna de twee verliefd op elkaar worden. De dievenbende wil niet terug naar de zoutmijnen in Salzburg, waaruit ze zijn ontsnapt. Ze besluiten nog eenmaal een overval te plegen, waarna ze de buit zullen verdelen en de bende zullen ontbinden. 
De dievenbende wordt gezien en kan ontkomen, maar Krak raakt gewond. Ondertussen wordt, vlak voor ze wordt weggestuurd van het hof door Maria, de toverspiegel ontdekt door Kinnebankje. Filips voorkomt het vertrek van Kinnebakje en Maria is woedend. Maria hoort dan van Kinnebakje dat zij verliefd is op een bierbrouwer en ze vertelt dit onmiddellijk aan Filips. Hij wordt jaloers en Maria raadt Kinnebakje aan om te vluchten met haar geliefde, maar de bierbrouwer wordt opgepakt en aangeklaagd geen belastingen te betalen en zal worden onthoofd. Om dit te voorkomen, belooft Kinnebakje met Filips te trouwen. Maria huurt daarop een jager in om Kinnebakje te doden. Hij doodt Kinnebakje niet, maar neemt haar kunstkin mee. Filips hoort van Maria dat Jan Hagel achter de dood van Kinnebakje zit en hij wil wraak. 
Kinnebakje is naar het Zoniënwoud gevlucht en kan de gewonde Krak helpen. Jan Hagel beloofd Lambiek te halen uit Brussel. Maria besluit Kinnebakje zelf om te brengen als ze hoort dat haar plan is mislukt, ze vermomd zich als kersen verkoopster. Met gevlekte scheerling vergiftigd ze een deel van de vruchten en zowel Kinnebakje als Lambiek eten hier van. De dievenbende vindt het stervende paar en de bende van Jan Hagel wordt door de soldeniers ontdekt. In een gevecht met Krak stoot Maria haar hoofd tegen een dolmen en besluit als nimf in het bos te blijven wonen. Krak haalt de toverspiegel en door deze boven het water te houden, waardoor de spiegel zijn eigen gezicht ziet en breekt, kan de ziel die gevangen was in de spiegel ontkomen. Hij neemt Kinnebakje en Lambiek mee naar Fantasia waar ze voor eeuwig gelukkig zijn. Maria werd teruggevonden in het bos en haar karakter was verandert, ze liet de kinderen van de dievenbende aan haar hof wonen. 
Tante Sidonia neemt afscheid van de toverspiegel nadat ze hoort dat Lambiek en Margaretha zijn begraven waar later de Beurs zou worden gebouwd. 